# Luc Fortin
Pour les articles homonymes, voir Fortin.
Luc Fortin né en 1982, est un conseiller en relations publiques et communications et homme politique québécois. 
Il est ministre de la Famille et ministre responsable de la région de l'Estrie dans le gouvernement de Philippe Couillard. Il est député de la circonscription électorale de Sherbrooke en tant que membre du Parti libéral du Québec à l'Assemblée nationale du Québec de l'élections générales québécoises de 2014 à 2018.
Il se présente au poste de maire de Sherbrooke lors des élections municipales de 2021, et termine en deuxième position derrière Évelyne Beaudin.

## Biographie

### Formation académique
Après avoir réalisé des études en droit, Luc Fortin complète un baccalauréat en science politique de l’Université de Montréal. Il est également titulaire d'une maîtrise en science politique de ce même établissement. Il poursuit ensuite des études de doctorat en science politique à l’Université de Montréal. 

### Expérience professionnelle
À l’automne 2012, Luc Fortin fonde avec sa conjointe Émilie Rouleau la firme de relations publiques Chic communications à Mascouche,. 

### Engagement communautaire et politique
Militant libéral de longue date, Luc Fortin est membre et bénévole pour le Parti libéral du Québec depuis 1998. Il est également candidat dans la circonscription de Montcalm lors de l'élection fédérale canadienne de 2006 pour le Parti libéral du Canada. Il est vice-président aux communications des Jeunes libéraux du Canada (Québec) en 2005-2006. 
En 2006, Luc Fortin devient conseiller politique de Benoît Pelletier, ministre responsable des Affaires intergouvernementales canadiennes et de la Réforme des institutions démocratiques du Québec, puis son attaché de presse. En 2009, il occupe les mêmes fonctions pour Yolande James, ministre de l’Immigration et des Communautés culturelles. En avril de l'année suivante, il est nommé conseiller aux communications du premier ministre Jean Charest. 

## Carrière politique
Aux élections générales québécoises de 2014, Luc Fortin est élu député de Sherbrooke, défaisant le député sortant Serge Cardin du Parti québécois. Le 23 avril 2014, il a été nommé adjoint parlementaire d'Hélène David, ministre de la Culture et des Communications et ministre responsable de la Protection et de la promotion de la langue française ainsi que membre de trois Commissions parlementaires : la Commission des institutions, de la Commission de la culture et de l'éducation et la Commission des relations avec les citoyens. Du 28 janvier au 22 février 2016, il est ministre délégué au Loisir et au Sport. 
Le 22 février 2016, il est nommé ministre de la Culture et des Communications. Au mois d'avril suivant, il doit prendre un congé pour épuisement, mais reprend progressivement ses fonctions un mois plus tard.
Le 11 octobre 2017, il est nommé ministre de la Famille. Il occupe ce poste jusqu'à sa défaite aux élections générales de 2018, alors qu'il termine deuxième dans la circonscription de Sherbrooke derrière la candidate de Québec solidaire Christine Labrie.

## Vie privée
Luc Fortin est marié à Emilie Rouleau-Beauchesne et père d'Alexia, de Raphaël, d'Èva-Rose et de Victoria. Il réside à Sherbrooke.

## Résultats électoraux
|                                                                                               | Nom                     | Parti               | Nombre de voix | %      | Maj.  |
| --------------------------------------------------------------------------------------------- | ----------------------- | ------------------- | -------------- | ------ | ----- |
|                                                                                               | Christine Labrie        | Québec solidaire    | 12 315         | 34,3 % | 3 450 |
|                                                                                               | Luc Fortin (sortant)    | Libéral             | 8 865          | 24,7 % | -     |
|                                                                                               | Bruno Vachon            | Coalition avenir    | 8 403          | 23,4 % | -     |
|                                                                                               | Guillaume Rousseau      | Parti québécois     | 5 244          | 14,6 % | -     |
|                                                                                               | Marie-Maud Côté-Rouleau | Vert                | 423            | 1,2 %  | -     |
|                                                                                               | Éric Lebrasseur         | Citoyens au pouvoir | 162            | 0,5 %  | -     |
|                                                                                               | Mona Louis-Jean         | NPD Québec          | 141            | 0,4 %  | -     |
|                                                                                               | Sara Richard            | Parti nul           | 140            | 0,4 %  | -     |
|                                                                                               | Luc Lainé               | Indépendant         | 95             | 0,3 %  | -     |
|                                                                                               | Jossy Roy               | Bloc pot            | 83             | 0,2 %  | -     |
|                                                                                               | Patrick Tétreault       | Indépendant         | 61             | 0,2 %  | -     |
| Total                                                                                         | Total                   | Total               | 35 932         | 100 %  |       |
| Le taux de participation lors de l'élection était de 71,5 % et 476 bulletins ont été rejetés. |                         |                     |                |        |       |